# Усть-Сарапульское (сельское поселение)
Усть-Сарапульское — упразднённое муниципальное образование со статусом сельского поселения в Сарапульском районе Удмуртии Российской Федерации.
Административный центр — деревня Усть-Сарапулка.
25 июня 2021 года упразднено в связи с преобразованием муниципального района в муниципальный округ.

## История
Статус и границы сельского поселения установлены Законом Удмуртской Республики от 15.06.2005 № 39-РЗ «Об установлении границ муниципальных образований и наделении соответствующим статусом муниципальных образований на территории Сарапульского района Удмуртской Республики».
Деревня Лубянки включена в состав сельского поселения Законом Удмуртской Республики от 10 октября 2011 года.

## Население
| 2010 | 2012 | 2013 | 2014 | 2015 | 2016 | 2017 |
| ---- | ---- | ---- | ---- | ---- | ---- | ---- |
| 788  | ↗795 | ↘780 | ↘739 | ↘731 | ↗751 | ↗761 |
| 2018 | 2019 | 2020 |      |      |      |      |
| ↗771 | ↘746 | ↘738 |      |      |      |      |

## Состав сельского поселения
| № | Населённый пункт | Тип населённого пункта          | Население |
| - | ---------------- | ------------------------------- | --------- |
| 1 | Лубянки          | деревня                         |           |
| 2 | Непряха          | деревня                         | ↗170      |
| 3 | Усть-Сарапулка   | деревня, административный центр | ↗625      |